# Mine de sel de Slănic
La mine de sel de Slănic, en roumain : Salina Slănic, est une mine de sel située dans la station balnéaire de  Slănic, dans le județ de Prahova, région de Munténie, en Roumanie.

## Géologie
Le gisement salin est long de 5 à 6 km et large d'environ 2 à 3 km, et pourrait être exploité pendant plusieurs milliers d'années. Le sel-gemme se présente sous forme de cristaux bien développés, formant une masse compacte et granulaire, dans laquelle les gros cristaux sont divisés en une masse de petits cristaux. Les surfaces de contact entre les cristaux sont de forme irrégulière, ce qui augmente considérablement la cohésion et l'adhérence.

## Historique

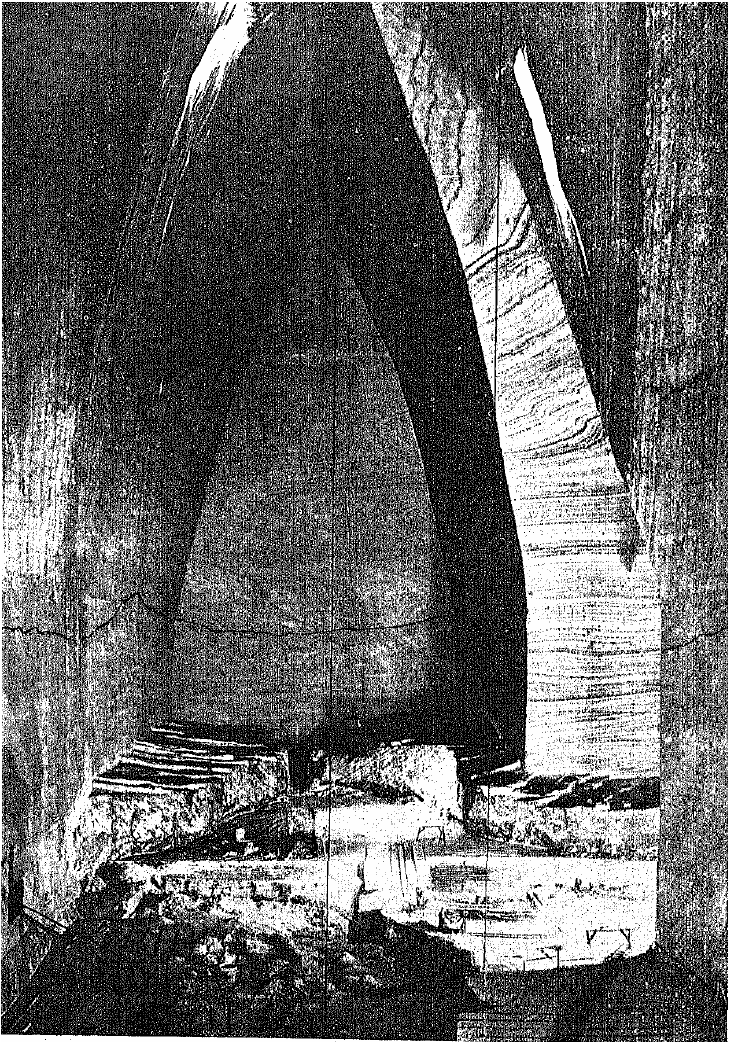
La mine "Carol I" de Slănic après exploitation, d'une hauteur de 96 m.

Les débuts de la mine de sel remontent à environ 1685, lorsque le noble Michel Cantacuzène découvrit un gisement de sel dans la région et, désireux d'y ouvrir une mine, acquérit le domaine de Slănic. Le document attestant de la transaction montre qu'avant 1685, il existait d'anciennes mines de sel peu profondes à 5 km à l'est de Teișani. Ce sel de Valachie était extrait de trois mines : Ocna Mare à Vâlcea, Telega à Prahova et Slănic à Săcuieni.
En 1688, la première exploitation est ouverte à Valea Verde, suivie par celles de Baia Baciului entre 1689 et 1691, par Michel Cantacuzène. En 1713, Michel fait don de son domaine de Slănic et des mines de sel au monastère de Colțea à Bucarest.
Entre 1601 et 1700, l'exploitation du sel dans la région se fait à Baia Verde, Dorobanțești et Baia Baciului, en utilisant la méthode d'extraction en « cloche », dans laquelle l'accès se faisait par deux compartiments : un vertical utilisé pour extraire le sel, et l'autre oblique pour entrer et sortir de la mine.
Depuis le XIXe siècle, les mines « Ocna din Vale » (diamètre 75 m, hauteur 145 m) et « Ocna din Deal » (diamètre 68 m, hauteur 90 m) sont en exploitation, chacune dotée de quatre puits. Entre 1865 et 1875, l'activité des mines est suspendue et l'exploitation de la mine « Sistematica » débute. Après 1875, l'activité ne reprend qu'à « Ocna din Vale ». Les deux mines étaient reliées par une galerie inclinée.
En 1852, lors d'une rencontre à Sibiu avec l'empereur François-Joseph d'Autriche, le prince Barbu Știrbei lui demande un ingénieur spécialisé dans l'exploitation minière afin de moderniser les mines de sel de Munténie. À la suite d'un concours organisé la même année parmi les ingénieurs d'Autriche-Hongrie, l'ingénieur Carol Karacsony, directeur de la mine de sel d'Ocna Dej, est recommandé. Après de nombreuses études et relevés géologiques, il propose au ministère des Finances d'abandonner la méthode d'exploitation par chambre ogivale et d'utiliser la méthode par chambre à profil trapézoïdal, utilisée pour la première fois à la mine de sel de Wieliczka en Pologne.
L'emplacement de la future mine est choisi sur le versant ouest de Slănic et est ouvert en 1860 sous le nom de « Sistematica ». La mine comprend deux puits d'extraction, un seul à manège, un puits avec escalier pour le personnel et deux chambres principales en forme de « T », baptisées « St. Alexandru » et « St. Carol », avec une ouverture de plafond de 6 stânjeni (environ 13 m). Le projet prévoyait l'ouverture de deux chambres supplémentaires. L'activité de la mine est suspendue en 1875 en raison de la qualité inférieure du sel et du risque d'effondrement.
En 1867, l'ingénieur Karacsony propose d'ouvrir une nouvelle mine à profil ogival à partir de « Ocna din Deal » et « Ocna din Vale ».  La mine « Carol I », connue sous le nom de « Nouvelle Mine de la Colline », ouvre la même année. Elle comprend quatre salles avec une ouverture de plafond de 4 m et une base de 40 à 50 m (à l'exception de la salle 4 qui ne mesure que 40 m), une hauteur sous plafond d'environ 96 m et les longueurs suivantes : salle 1 - 95 m, salle 2 - 196 m, salle 3 - 197 m et salle 4 - 27 m. L'extraction étant difficile, l'ancien puits d'extraction est approfondi en 1878 et une machine d'extraction à vapeur avec un large câble de la société Cockerill de Seraing est installée, abandonnant ainsi le manège à traction animale. Le 20 janvier 1881, le nouveau puits d'extraction est creusé, abandonnant celui de la « Vieille Mine de la Vallée ». L'exploitation perdure jusqu'en 1937, mais le puits est maintenu en activité pour alimenter la nouvelle mine « Unirea ». Suite à l'inondation de la mine de sel de Doftana et à son abandon en 1901, l'Administration des Monopoles d'État décide d'ouvrir un nouveau champ d'exploitation pour compléter la mine « Carol I » afin de satisfaire la consommation intérieure et l'exportation. Entre 1909 et 1912, le puits d'extraction est approfondi  et la mine « Mihai I » (« Nouvelle Mine de la Vallée ») est ouverte, fonctionnant simultanément à l'exploitation « Carol I » (Principatele Unite). La même année, l'éclairage électrique est introduit dans la mine « Mihai I »  et une machine d'extraction provenant de la mine de sel de Doftana est installée. Le champ minier se compose de six salles de forme trapézoïdale, avec une ouverture au plafond de 12 m, une inclinaison de 60° et une ouverture à la base de 37 m. La mine communique avec « Carol I » par une galerie. La superficie totale de la mine « Mihai I » est de 12 500 m². En raison de la profondeur de la mine « Carol I », de la rencontre d'une couche de sel terrestre dans les salles 2 et 3 et du risque d'effondrement du mur nord de la salle 3, l'Autorité des monopoles d'État ouvre une nouvelle mine pour compléter l'activité de la mine « Mihai I » et fermer « Carol I ». L'ingénieur belge Maurice Bodart est appelé pour ouvrir en février 1938 la mine « Unirea », conçue pour avoir 15 chambres à profil trapézoïdal, une ouverture de plafond de 10 m, une inclinaison de 60°, une ouverture de base de 35 m et une zone d'exploitation de 76 000 m2. Les travaux d'exploitation de la mine « Mihai I » prennent fin en 1943 lorsque « Unirea » est mise en service. Du sel y est extrait jusqu'en 1970, date à laquelle l'activié est transférée à la mine « Victoria ». 

## Données techniques
La nécessité d'accroître l'exploitation du gisement a amené à choisir un système de chambres et de piliers, avec une exploitation sur 11 étages. Le sel extrait partait vers le concasseur à rouleaux, était concassé sur place, puis transporté par wagonnet sur le convoyeur à bande de la mine.
Depuis octobre 1992, la zone sud-est du gisement est exploitée.

## Attraction touristique

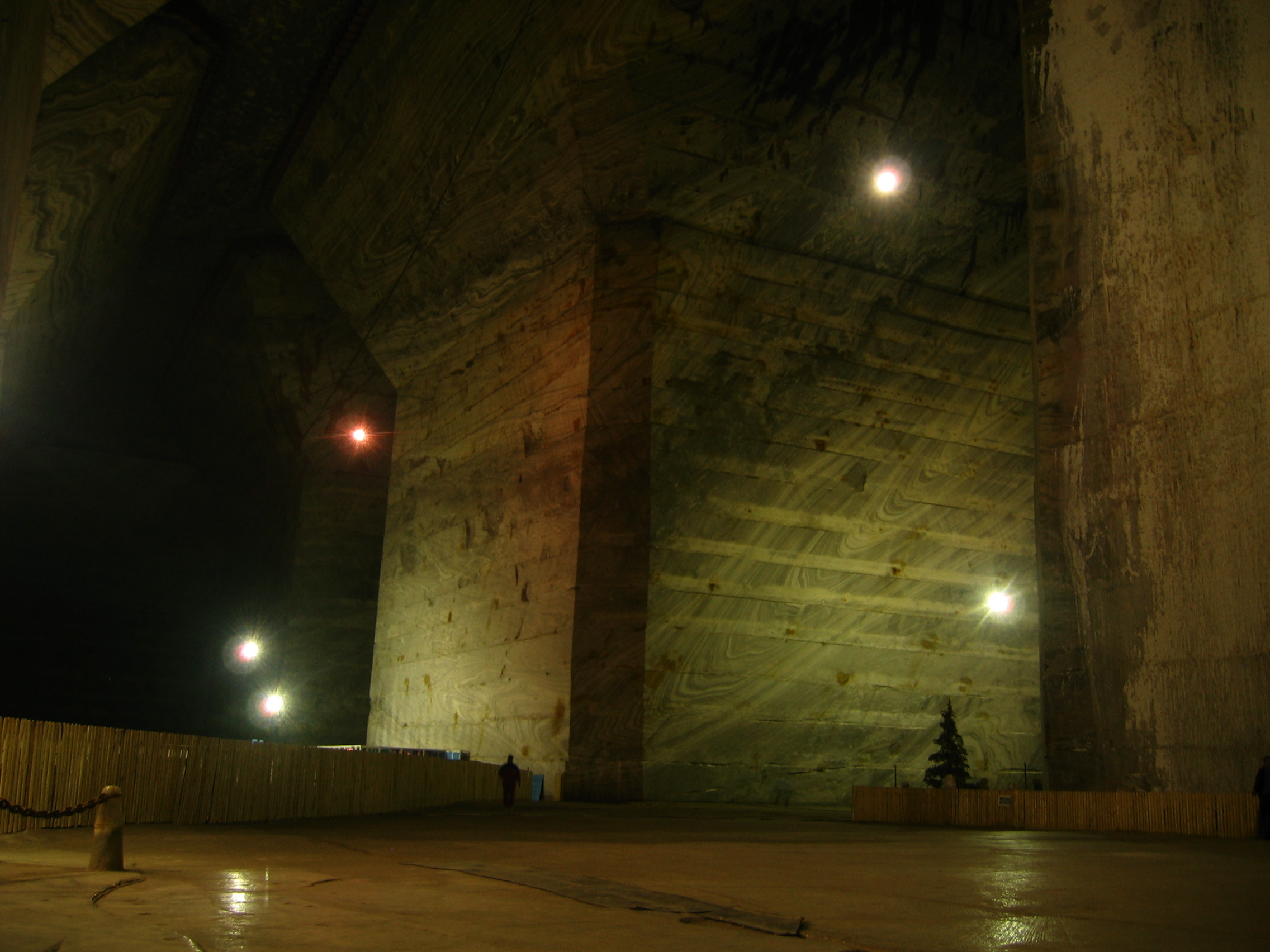
Vue générale
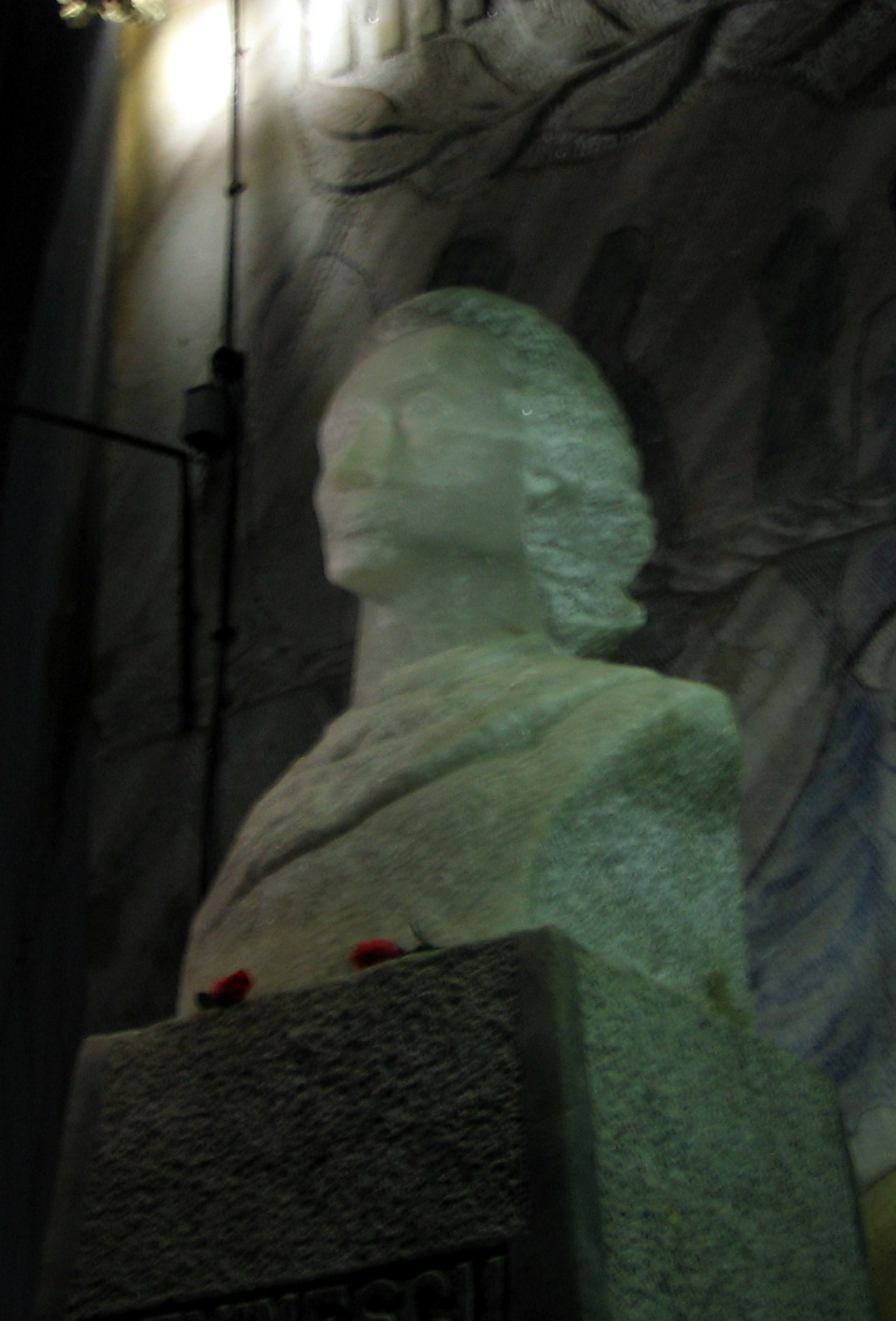
Buste de Mihai Eminescu
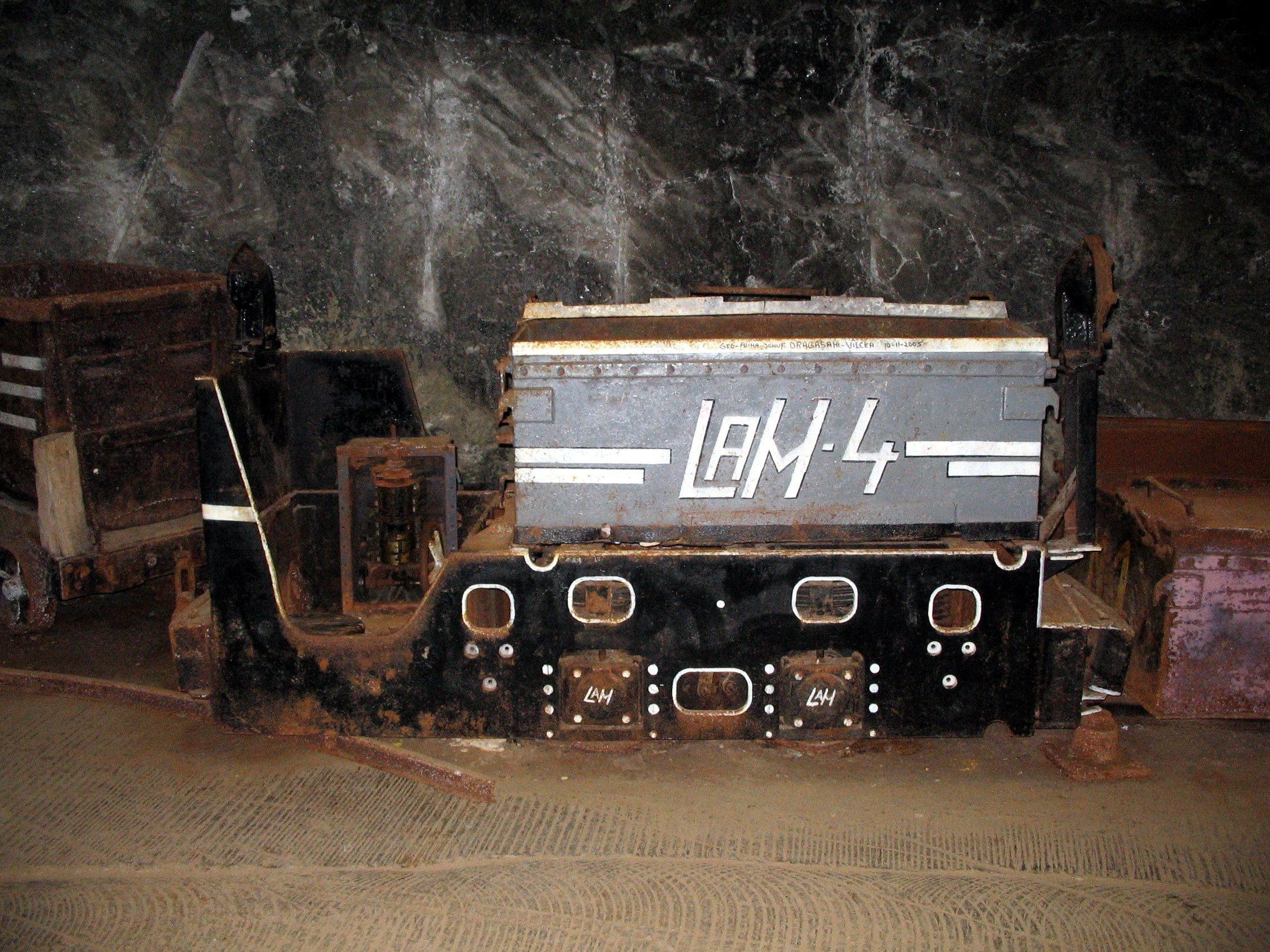
Locomotive minière
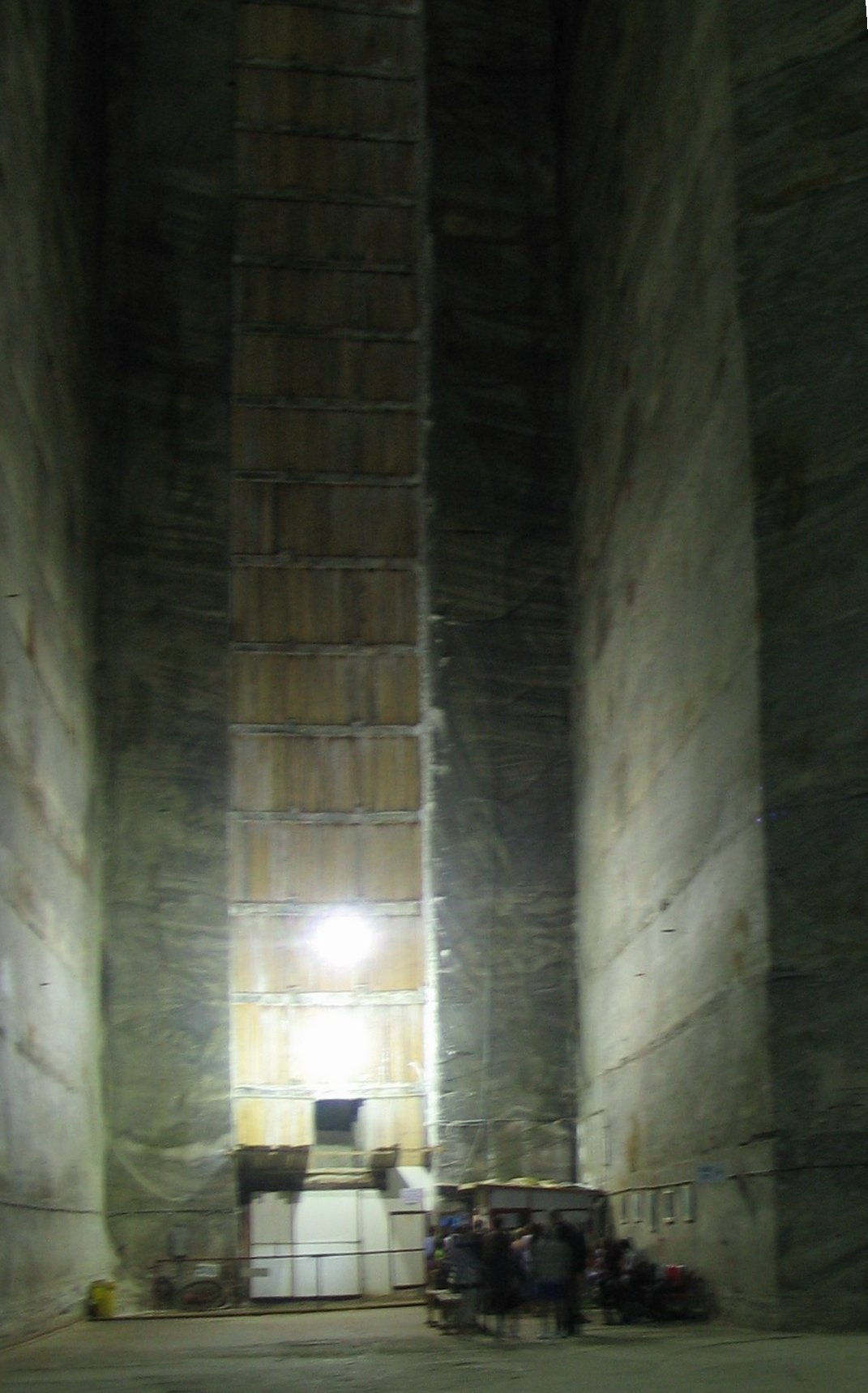
Cage d'ascenseur
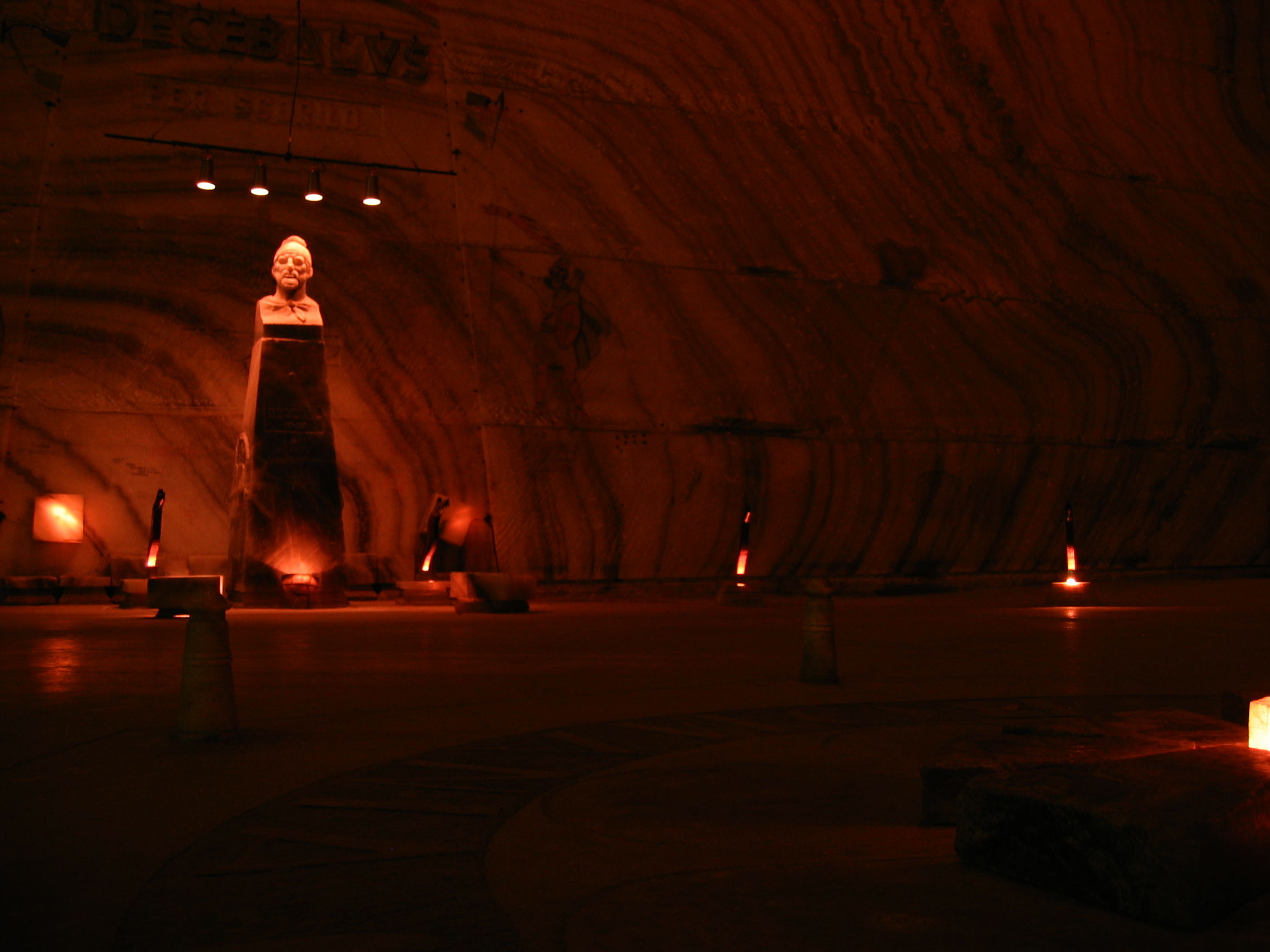
Salle Genesis

## Accidents
L'accès à la mine de sel se fait actuellement en minibus, après qu'en 2014, l'ascenseur de la mine de sel qui faisait descendre la cabine à 204 mètres est tombé d'une hauteur de 4 m avec 8 touristes à l'intérieur, dont deux ont été blessés.